# Giorgia Lo Bue
Giorgia Lo Bue (ur. 20 lutego 1994 w Carini) – włoska wioślarka. Mistrzyni świata seniorek w dwójce podwójnej wagi lekkiej kobiet z 2018, kilkukrotna medalistka mistrzostw świata juniorów i młodzieżowców.